# Andrzej Białas
Andrzej Białas (ur. 26 lipca 1936 w Krakowie) – polski fizyk, profesor nauk matematyczno-fizycznych, prezes Polskiej Akademii Umiejętności w latach 2001–2018.

## Życiorys
W 1958 uzyskał magisterium z fizyki na Uniwersytecie Jagiellońskim, a następnie w 1962 obronił doktorat na podstawie pracy o promieniowaniu dipola elektromagnetycznego. Habilitował się w 1966, w 1976 został profesorem nadzwyczajnym, a w 1986 profesorem zwyczajnym. W pracy naukowej specjalizuje się w zagadnieniach z zakresu fizyki teoretycznej i fizyki wysokich energii. Istotną tematyką jego działalności badawczej był opis wielorodnej produkcji w zderzeniach hadronów i jąder atomowych (Białasa-Błeszyńskiego-Czyża model tzw. zranionych nukleonów). Jego praca o zjawisku intermitencji (napisana wraz z Robertem Peschanskim) była następnie szeroko cytowana.
Zawodowo związany z Instytutem Fizyki Uniwersytetu Jagiellońskiego, uzyskał w 2009 honorową profesurę tej uczelni. Był także profesorem w Instytucie Fizyki Jądrowej im. Henryka Niewodniczańskiego PAN. Członek korespondent Polskiej Akademii Nauk od 1976, a od 1986 członek rzeczywisty tej instytucji. Był także członkiem Komitetu Fizyki PAN. Po reaktywacji Polskiej Akademii Umiejętności został jej członkiem (jako członek krajowy czynny Wydziału III Matematyczno-Fizyczno-Chemicznego). W 2001 objął funkcję prezesa PAU, którą sprawował do 2018. Organizował m.in. spotkania środowiska naukowego w ramach Krakowskiej Szkoły Fizyki Teoretycznej w Zakopanem.

## Odznaczenia i wyróżnienia
- Krzyż Komandorski Orderu Odrodzenia Polski (2011)[7][8]
- Krzyż Kawalerski Orderu Odrodzenia Polski
- Medal Komisji Edukacji Narodowej
- Medal Mariana Smoluchowskiego[9]
- Doctor honoris causa Uniwersytetu Jana Kochanowskiego w Kielcach